# Fritz Croner
Fritz Croner (geboren 27. Februar 1896 in Berlin; gestorben 7. Juni 1979 in Stockholm, Schweden) war ein schwedischer Soziologe deutscher Herkunft.

## Leben
Der studierte Soziologe Croner wurde 1921 bei Emil Lederer an der Universität Heidelberg promoviert.  Er war Leiter der Sozialpolitischen Abteilung des Deutschen Werkmeister-Verbandes (DWV), SPD-Mitglied und im Vorstand des Allgemeinen Freien Angestelltenbundes. Von 1926 bis 1933 war er Dozent für Soziologie und Sozialpolitik an der Deutschen Hochschule für Politik. Als politisch Verfolgter emigrierte er im Juni 1934 nach Schweden, wohin er persönliche Kontakte hatte. Dort gründete er 1935 das Soziologische Institut der Universität Lund und leitete es bis 1939. Anschließend lehrte er an der Universität Stockholm und war für Arbeitnehmerorganisationen tätig. Croner wurde 1944 schwedischer Staatsbürger und kehrte nicht nach Deutschland zurück.
Einen Schwerpunkt seiner Arbeit bildete die Angestelltensoziologie. Im Gegensatz zu marxistischen Theoretikern verortete Croner die Angestelltenschaft nicht in einer sozialen Klasse, sondern bezeichnete sie als soziale Schicht. Soziale Schichten werden von Croner über Ähnlichkeiten der ökonomischen Verhältnisse, des sozialen Status und des Wertebewusstseins definiert. Im Gegensatz zu Arbeitern schreibt er Angestellten in seiner Funktionstheorie vier grundsätzliche Aufgaben zu: eine arbeitsleitende, eine analysierend-konstruktive, eine merkantile und eine administrative.

## Schriften
- De svenska privatanställda, Stockholm: Kooperativa Förbundets Bokförlag, 1939.
- Gallup eller opinionsundersökningarnas problem, Stockholm: Bokförlaget Natur och Kultur, 1943.
- Die Angestellten in der modernen Gesellschaft, Frankfurt/Main: Humboldt-Verlag, 1954.
- Soziologie der Angestellten, Köln: Kiepenheuer & Witsch, 1962.
- Soziale Politik in sozialer Demokratie, Köln: Position-Verlag, 1966.
- Ein Leben in unserer Zeit, Frankfurt a. M.: Büchergilde Gutenberg, 1968.
- Die deutsche Tradition, Westdeutscher Verlag, 1975.